# スウェーデン西インド会社

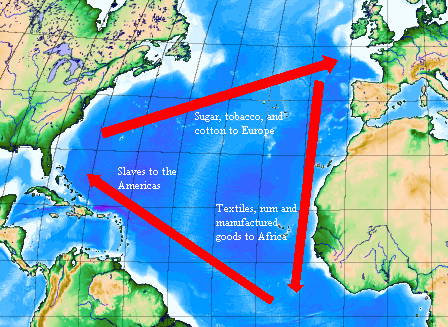
古典的な大西洋三角貿易

スウェーデン西インド会社（スウェーデン語: Svenska Västindiska Kompaniet）は、西インド諸島を拠点として活動していたスウェーデンの勅許会社。存在した間はスウェーデンの奴隷貿易の主な担い手だった。
1786年から1805年まで、スウェーデン領サン・バルテルミー島で事業を行っていた。会社は、サン・バルテルミー島を経由するすべてのスウェーデンの貿易を勅許によって独占している民間企業だった。利益の4分の3は会社に、4分の1はスウェーデン政府に分配された。

## 会社
スウェーデン西インド会社は、国務大臣（sv:Statssekreterare）のヨハン・リレクランツ（sv:Johan Liljencrantz）の提案によって1787年1月1日から15年間有効な勅許状（特許）に基づいて1786年10月31日に設立された。
株主はスウェーデンの商人たちだったが、国王グスタフ3世が10パーセントを持つ単独筆頭株主だった。本社はストックホルムにあったが、実際の業務はサン・バルテルミー島の港町グスタビアで行われた。目的はスウェーデン本土と北米のデラウェア周辺のニュースウェーデンの残余およびカリブ海との貿易の発展であり、会社には貿易独占権が与えられていた。
規約により、会社は植民地の行政府に参加したが、貿易の利益に関して、総督との対立が絶えなかった。利益の四分の一が国王に、四分の三が会社に分配された。会社にはアフリカとカリブ海の間の奴隷貿易権を勅許状第14条（「会社は許可に基づき、アンゴラとアフリカ沿岸の奴隷貿易に自由に従事することができる」）によって与えられていた。
この貿易は典型的な三角貿易だった。奴隷をアフリカからカリブ海に運ぶ。農産物、たとえばタバコや綿花や砂糖黍などをヨーロッパに運ぶ。商品、たとえば織物やビーズや武器や蒸留酒をアフリカに運ぶ。

## 他のスウェーデンの勅許会社
他のアメリカで活動をしていたスウェーデンの勅許会社としては、1638年から1655年の間に運営されていたデラウェア川流域（今日のデラウェア・バレーの大部分を占める）にニュースウェーデンを設立したことで知られている、「新スウェーデン会社」とも呼ばれる17世紀のスウェーデン南方会社とは別会社である。